# 황우석 사건
황우석 사건(黃禹錫 事件)은 2005년 11월 MBC-TV의 사회고발 프로그램 PD수첩이 서울대학교 수의학과 황우석 교수의 2004년 사이언스 지 게재 논문에서 사용된 난자의 출처에 대한 의문을 방송하면서 촉발된 사건이다.

## 개요
난자 출처 의혹만을 문제삼은 첫 번째 방송 이후 황우석 교수는 기자회견을 열어 연구원 두 명의 난자가 사용되었으며, 미즈메디측에게서 난자 제공자에게 일정액의 금액이 지불되었음을 시인하고 가지고 있던 모든 공직에서 사퇴할 것을 발표했다.
이 후 PD수첩은 세계적인 과학자를 혹평하여 그에 오명을 씌웠다는 전 국민적인 비난을 받게 되고, 황우석 교수는 팬카페 아이러브 황우석 등을 중심으로 동정을 얻게 된다. 이후 네티즌은 PD수첩 광고주에게 압력을 행사해 이듬 방송에서 PD수첩은 광고 없이 방송을 내보내는 사태가 일어난다. 또한 연구를 위한 난자기증 운동 붐이 일어 수많은 사람들이 난자기증을 서명한다.
이후 PD수첩은 황우석 교수의 2005년 사이언스지 논문 자체의 진실성 여부에 대해 취재해 왔었음을 밝히며 새로운 국면을 맞이한다. 내부 연구자의 제보와 피츠버그 대학교 취재에서 결정적인 진술을 확보했다는 것이었다.
PD수첩 측은 황우석 교수 측에서 받은 줄기세포의 DNA검사를 두 개의 독립기관에 의뢰하였고, 그 결과 환자 체세포로부터 만들어졌다는 배아줄기세포의 DNA 지문이 환자들의 것과 일치하지 않는 사실을 기자회견을 열고 발표한다. 그러나 황우석 교수측은 PD수첩 측이 세포를 가지고 갈 때 보통 쓰는 고정액이 아닌 파라포름알데히드를 사용했기 때문에 세포가 손상되어 결과가 잘못되었을 거라고 반론한다.
생물학연구정보센터(BRIC)내 소리마당 게시판과 한국과학기술인연합(SCIENG) 사이트에 사이언스 논문 사진에 대한 의혹이 제기되면서 12월 7일 황 교수는 수면장애와 과로, 스트레스로 인한 탈진으로 서울대병원에 입원하게 되었다.
12월 15일 노성일 미즈메디 병원 이사장의 “2005년 사이언스 논문에 줄기세포가 없었다”는 발표는 국민들을 놀라게 했고, 23일 서울대 조사위원회에 의해 "2005년 사이언스 논문이 고의로 조작됐다는 중간 조사 결과"가 발표되면서 의혹이 입증되었다. 29일 서울대 조사위원회는 기자 간담회를 통해 “2005년 사이언스 관련한 체세포 복제 배아 줄기세포는 전혀 없다”고 발표하였고 30일 추가로 “2004년 줄기세포 또한 환자 DNA와 다르다”는 조사결과를 발표해 황교수측의 원천기술 주장이 거짓일 가능성을 시사했다.
그리고 황우석 사태에 중요한 역할을 한 PD수첩은 취재과정에서 취재윤리를 일부 위반한 것도 확인되었다.
2005년 12월 4일 문화방송 측은 PD수첩이 황우석 교수의 줄기세포와 관련한 보도에서 취재 윤리를 어기면서 무리하게 취재했음을 인정했다. 문화방송 측은 인사위원회를 열고 취재 윤리 위반과 관련해 최승호 책임 PD, 한학수 PD에게 감봉 1개월, 최진용 시사교양국장에게 근신 15일의 징계를 내리기로 했다.
2006년 1월 10일 서울대학교 조사위원회는 황우석 교수의 2004년 논문 역시 2005년 논문처럼 의도적으로 조작되었으며, 원천기술 역시 독창성을 인정하기 어렵다고 공식 발표했다.

### 관련 사건

##### 그 밖의 내용
2018년 9월 1일 황우석 박사가 그의 제자를 박근혜 정부의 비선실세와 협의했다는 발언이 명예훼손이라고 고발한 것에 대해 검찰이 징역 1년을 선고했다.

### 논문 진위여부
검찰은 사이언스지에 제출한 논문의 조작을 확신하지만, "논문의 진위 여부는 학계 논쟁을 통해 가려져야 한다"며 이 부분에 대해서는 기소하지 않았다.

### 민간 기업으로부터 받은 연구비의 성격
'환자맞춤형 줄기세포 연구'의 실용화 가능성을 과장해 SK와 농협으로부터 약20억 원 가량의 연구비를 받았다는 혐의다.

## 일자별 파동 요약
- 1998년 12월 - 경희대학교 의과대학 산부인과 이보연 교수는 인간 체세포 복제로 4세포기까지 배양했다고 발표했다. 대한의학회는 황우석 교수와 문신용 교수가 조사위원으로 참여한 조사위원회를 꾸려 연구 내용을 정밀 분석했고 연구 내용의 문제점을 지적하여 더 이상의 연구를 금지했다.
- 1999년 2월 = 국내 최초 체세포 복제 소 '영롱이' 탄생 발표.

### 2004년
- 2004년 2월 12일 - 사이언스, 속보를 통해 배아 줄기세포 성공 발표
  - 미 사이언스(Science), 인터넷 속보를 통해 서울대 수의대 황우석 교수와 서울대 의대 문신용 교수팀이 세계 최초로 사람 난자를 이용해 체세포를 복제하고 이로부터 배아 줄기세포를 만드는 데 성공했다고 밝힘. 난치병 세포치료 길을 열었다는 평가와 함께 인간복제 등 윤리적 문제 함께 제기.
- 2004년 2월 12일 - 참여연대 시민과학센터, 난자매매에 대한 불법적인 수요 촉진 우려.
- 2004년 3월 12일 - 황 교수팀, 인간배아 복제논문 사이언스 표지 게재. 15명 공동저자 명의.
- 2004년 4월 19일 - 황우석·문신용 교수 미국의 시사 주간지 타임(TIME) 선정한 ‘세계에서 가장 영향력 있는 100인(타임100)’에 포함.
- 2004년 4월 19일 - 황우석 교수 후원회’(회장 김재철 동원그룹 회장) 출범.
- 2004년 5월 6일 - 네이처, 황 박사팀 내 연구원의 난자 제공 관련 의혹 제기.
  - 난자 수급 과정에서 황 교수팀 연구원 2명이 난자를 기증했다는 취재 결과를 보도. 이에 대해 황 교수팀은 연구원이 영어로 인터뷰하는 과정에서 잘못 전달된 내용이라 해명.
- 2004년 5월 22일 - 생명윤리학회, 황 교수에 △연구에 사용된 242개 난자의 출처 △한양대병원 IRB 심사 및 승인의 적절성 △연구비의 출처 △연구자의 충전성 및 논문 저자 기재 등 4개항 해명 요구.
- 2004년 6월 6일 - 네이처, “황 교수 배아복제연구를 심사한 한양대 임상시험심사위원회가 심사위원 구성과 자격에 관한 식품안전의약청 기준을 위반했다는 보도는 식약청 기준을 잘못 번역해 일어난 일”이라고 정정보도문 게재.
- 2004년 6월 18일 - 황우석 연구팀 과학기술 포상 수상.
- 2004년 8월 13일 - 생명윤리학회, 사이언스에 윤리문제 제기.
  - 사이언스, 한국생명윤리학회의 “사회적 합의 고려치 않은 연구는 문제”라는 윤리 문제제기문 게재. 황 교수팀 “생의학 발전을 제한하는 중립적이지 않은 견해” 답글.
- 2004년 9월 1일 - 황우석 교수 서울대 첫 석좌교수로 임명.
- 2004년 10월 21일 - 황 교수팀, 미 필라델피아 미국생식의학협회 회의에서 "난치병 치료 위해 배아복제 연구 재개. 윤리논쟁 없는 실용화기술 개발에 주력" 선언.
- 2004년 10월 25일 - 황 교수팀-미 섀튼 박사팀 "원숭이 배아복제 성공. 그러나 개체 복제는 실패"
- 2004년 11월 25일 - 한국언론인연합회, 황우석 교수 ‘제4회 자랑스런 한국인 대상’ 수여.
- 2004년 12월 7일 - 황우석 교수팀-미 섀튼 박사팀 “원숭이 체세포 복제배아 생산 성공”

### 2005년
- 2005년 1월 3일 - 황우석 교수, 한국경제신문과의 인터뷰 “한국을 비롯 미국, 영국 등 5개국의 세계 최고 연구진들과 배아줄기세포 프로젝트를 공동 추진. 연구진 구성 완료. 지난해 12월30일 분야별 연구진의 역할조정 작업까지 마무리.”
- 2005년 1월 12일 - 정부, 황 교수팀 줄기세포 연구 공식 승인.
- 2005년 1월 23일 - 과학기술부, 황 교수팀의 ‘광우병 내성소’를 대형국가연구개발 실용화 사업에서 조건부 보류.
- 2005년 4월 6일 - 복제양 ‘돌리’를 탄생시킨 영국의 이언 윌머트 박사, 황우석 교수에게 “루게릭병 치료기술을 공동 개발” 제안.
- 2005년 5월 18일 - 황우석 교수-이언 윌머트 박사, ‘루게릭병 공동연구’ 합의.
- 2005년 5월 20일 - 환자 맞춤형 배아 줄기세포 발표. 사이언스 게재.
  - 황 교수팀의 환자 유래 배아 줄기세포 추출 사실을 사이언스에 발표하면서 섀튼 교수가 공동저자로 등재됨. 이를 계기로 각국의 연구팀에서 공동연구 제안 폭주.
- 2005년 6월 1일 - PD수첩 게시판에 황우석 교수팀이 체세포 배아 줄기세포를 하나도 만들지 못했다는 제보가 올라옴.
  - 조사를 시작하여 류영준을 비롯한 세 명의 제보자로부터 2004년 사이언스 논문에 금전 제공 난자와 연구원 난자 사용의 의혹이 있고, 2005년 사이언스 논문은 허위일 가능성이 있다는 제보 내용을 확인함.
- 2005년 6월 15일 - 생명윤리학회, 난자제공 동의여부 등 생명윤리 관련 공개토론 제안.
- 2005년 7월 11일 - 황우석 교수를 주인공으로 하는 게임 패러디물(Dr. 우석수스)이 인터넷 게시판에서 큰 반응을 얻음.[1]
- 2005년 8월 4일 - 황우석 교수팀, ‘아프간 하운드’ 2마리 복제 성공 발표(이름 ‘스너피’). 세계 최초 개 복제 사례로 보도.
- 2005년 8월 12일 - ‘황우석 연구동’ 기공식.
- 2005년 8월 25일 - 11개 시민사회단체로 구성된 ‘생명공학감시연대’ 주최 ‘인간 배아 연구, 이대로 좋은가’라는 토론회에서 구영모 울산대 의대 교수가 난자, 연구비 출처 등 5개 의혹 제기.
- 2005년 9월 28일 - 민주노동당 정책위원회가 “황우석 교수팀내 일군의 생명과학자들이 수행해 온 인간 배아 줄기세포 연구가 법 규정을 위반한 ‘불법 연구’였으며 과학기술부와 보건복지부는 이런 불법 사실을 묵인한 채 수억 원의 연구비까지 지원해 왔다”고 발표.
  - 황 교수팀, “(보건복지부 승인 없이) 연구를 진행한 적 없다”고 반박.
- 2005년 10월 3일 - 샌프란시스코에서 섀튼 측은 한국 측 관계자를 만나 특허권의 50%를 요구한 것으로 보도되었으나 섀튼 측은 이 주장을 부인했으며 사실관계는 확인되고 있지 않다.
- 2005년 10월 11일 - 황우석 교수, 세계지식포럼 “난자나 배아를 이용하는 현행 연구방법을 대체할 신기술을 개발하겠다”고 언급.
- 2005년 10월 19일 - 서울대병원, 세계줄기세포허브 개설.
  - 인간 줄기세포와 관련한 연구와 교육, 줄기세포주 축적 등의 중심 구실을 맡는 기구로 서울대병원에 설치. 우리나라가 세계 줄기세포 연구의 중심 국가로 떠오름.
- 2005년 10월 20일 - PD수첩팀, 미국 피츠버그대에 있는 황 교수팀의 김선종 연구원 만난 '중대증언' 확보.
  - 후일 이 과정에서 PD수첩팀의 무리한 취재가 있었음이 YTN의 취재결과 밝혀진다.
- 2005년 10월 20일 - 특허청, 황 교수팀 개발 의약품 생산 ‘복제 소’에 관한 출원을 특허결정.
- 2005년 10월 31일 - PD수첩팀,황 교수 정식 인터뷰 통해 난자 문제와 김선종 연구원의 중대 증언 내용에 대해 묻고 2005년 논문 의혹에 대해 함께 검증하기로 합의.

#### 2005년 11월
- 2005년 11월 6일 - PD수첩팀,줄기세포 인수하러 갔으나 황 교수팀이 몇번 줄기세포 라인인지 확인해 주지 않아 줄기세포를 받지 못함.
- 2005년 11월 7일 - PD수첩팀,안규리 교수의 요청으로 김형태 변호사를 재판관격 인물로 참여시키고 계약서를 쓴 상태에서 강성근 교수로부터 줄기세포 5개(2,3,4,10,11번)와 동일한 환자의 모근세포를 받음.
- 2005년 11월 8일 - 노성일 미즈메디 병원 이사장, 불법 매매 난자 사용 인정.
  - 난자불법매매 사건 터진 뒤 경찰수사 대상에 오른 미즈메디 병원의 노성일 이사장 “난자 매매가 음성적으로 이뤄졌다는 점을 알았지만 의료진으로서 불임 부부들의 애끓는 사연을 외면할 수 없어 인공수정을 해줬다”
- 2005년 11월 12일 - 새튼(Schatten) 피츠버그대 교수,“윤리적,기술적 이유로 결별”선언. 연구원 난자채취의 윤리성을 거론함과 동시에 논문 조작 등의 이유가 있음을 암시.
  - 섀튼 교수는 이날 피츠버그대를 통해 발표한 공식 성명에서 “난자 기증과 관련된 (황 교수팀의) 잘못된 설명이 있었음을 추론케 하는 정보를 11일 얻었다”며 “이러한 정보는 본질상 비밀을 요하는 것이었으며 이 새로운 정보와 관련해 적절한 학계 및 규제 당국과 접촉한 후 황 박사와의 협조관계를 중단하게 됐다”고 밝혔다.
- 2005년 11월 17일 - PD수첩팀,2번 줄기세포의 DNA가 논문의 체세포 DNA와 일치하지 않는다는, 즉 2번 줄기세포가 환자 맞춤형 배아줄기세포가 아니라는 검증결과 나오지만, 황 교수가 검증결과와 검증기관을 믿을 수 없다"고 밝혀 계약서대로 2차 검증을 하기로 함.
- 2005년 11월 21일 - 노성일 미즈메디 병원 이사장, 난자 보상금 지급 인정.
- 2005년 11월 22일 - MBC PD수첩, 매매난자, 연구원 난자 사용 확인, 방영.
  - PD수첩팀 '황우석 신화의 난자 매매 의혹'편 방송. 생명윤리론과 국익론이 첨예하게 맞서면서 광고 중단이 불거지고 방송 잠정 중단, 문화방송 사과문 방영 등으로 이어짐.
- 2005년 11월 24일 - 황우석 교수 대국민 사과,“연구원의 난자 이용 시인. 책임을 지고 줄기세포허브 소장 등 모든 겸직 사퇴하겠다” 발표.
  - 난자 수급과 관련된 조사가 이뤄지면서 난자 매매, 연구원 기증 등이 사실로 드러남. 이에 대한 책임을 지고 황 교수가 세계줄기세포 허브 소장 등에서 물러나 ‘백의종군’ 결심.
  - PD수첩의 보도와 황우석 교수의 기자회견은 황우석 교수가 잘못을 시인한 것이었음에도 불구하고, 잘못에 비해 보도의 논조가 편파적이었다는 여론이 형성되며 PD수첩은 여론의 비난을 받게 된다. 이와 더불어 아이러브 황우석 카페를 중심으로 연구용 난자기증 운동, PD수첩 광고 내리기 운동이 일어나기도 했다.
- 2005년 11월 26일 - 네티즌 항의로 PD수첩 광고 중단. 황 교수 지지자들 MBC사옥 앞에서촛불집회 열며, MBC측에 공식 사과 요구.
- 2005년 11월 27일 - 노무현 대통령 'PD수첩 광고 중단 요구 도 넘쳤다', 하지만 '배아줄기세포가 가짜라고 달려들며 강압취재한 것은 잘못됐다'는 요지로 청와대 홈페이지에 기고문 발표.
  - 노무현 대통령이 27일 황우석 박사를 둘러싼 최근의 논란에 대해 "황우석 교수 줄기세포에 대해 MBC 'PD 수첩'에서 취재한다는 보고가 있었다"고 공개했다. 그러면서 "(박기영)과학기술보좌관이 그 과정에서 기자들의 태도가 위압적이고 협박까지 하는 경우가 있어 연구원들이 고통과 불안으로 일이 손에 잡히지 않는다고 보고하면서 대책을 논의해 왔다"고 덧붙였다. 이 때부터 수면아래 있던 배아줄기세포의 진위 논란이 전면에 떠오르고 PD수첩의 취재윤리 문제가 부상.
- 2005년 11월 28일 - 황 교수 대리인 윤태일씨 통해 PD수첩팀에 "2차 검증에 임하지 못하겠다"고 통보. PD수첩 국민적 혼란 우려된다며 설득에 나섰으나, 황 교수팀 2차 검증은 하지 않겠다고 입장 고수.
- 2005년 11월 28일 - PD수첩 모든 광고 취소.
- 2005년 11월 29일 - 황 교수팀,2005년 논문에서 7개의 줄기세포가 생체내 분화 능력을갖춘 완전한 줄기세포라고 했던 것을 급히 수정, 4개 줄기세포(5,6,7,8번)는 테라토마를 확인못했다고 사이언스에 정정 보고.
- 2005년 11월 30일 - PD수첩팀,황 교수측에 1차 검증 결과에 대한 입장(검증결과를 신뢰할 수 없는이유)인터뷰 요청. 황교수측 거부. PD수첩, 공문으로 재검증 요청 및 재검증 거부시1차 검증결과에 대한 반론만이라도 인터뷰해줄 것 요청. 황 교수팀 이를 거부하며 "언론이 과학을 검증하려고 하느냐"고 반박.

#### 2005년 12월
- 2005년 12월 1일 - PD수첩 '취재일지' 공개. MBC 뉴스데스크 통해 5개의 줄기세포 중 2개가 환자 DNA와 일치하지 않았다는 검사결과를 보도하고 황 교수팀에 재검증 공식 요구.
- 2005년 12월 2일 - PD수첩팀, 기자회견 열어 취재과정 설명하고 '2탄' 방송 의지 확인.
- 2005년 12월 3일 - 재검증 요구에 응하지 않겠다는 입장을 굽히지 않던 황 교수팀이 12월4일 기자회견을 갖고 PD수첩이 제기하는 모든 의혹에 정면 돌파하겠다고 발표했다가 별다른 이유없이 갑자기 취소.
- 2005년 12월 4일 - YTN, PD수첩 강압취재 관련 연구원 인터뷰 방영. MBC 대국민 사과문 발표.
  - 안 교수 일행과 동행했던 YTN이 오후 3시 단독보도라며 미국 피츠버그대의 김선종, 박종혁 연구원 인터뷰 내용을 방송. PD수첩이 회유와 협박, 강압적 분위기에서 거짓 증언을 얻었으며, 중대 증언은 없었다는 등 PD수첩의 비윤리적 취재행태를 강 력히 비판. 특히 PD수첩이 "황 교수와 강성근 교수를 조용히 끌어 앉히려는 목적을 가지고왔다. 황 교수하고 강 교수를 죽이러 여기왔다. 그 목적만 달성되면 되지 다른 사람은 다치게 하고 싶지 않다", "황 교수는 구속될 것이고, 논문은 거짓으로 판 명돼 취소될 것이다"고 했다는 점 등을 집중 부각해 보도.
  - MBC, YTN방송 보도 6시간 뒤 뉴스데스크를 통해 취재윤리위반 사실을 시인하고 대국민 사과문 발표.
  - MBC 대국민 사과 발표뒤 과학계가 나서 재검증을 해줄 것을 공식요청.
- 2005년 12월 5일 ~ 9일 - MBC 최대주주 방송문화진흥회, 'MBC 현안'을 주제로 긴급 간담회개최. 최문순 사장과 최진용 시사교양국장 참석해 경과 보고. PD수첩 최승호 CP와한학수 PD 대기발령 및 인사위원회 회부. MBC PD수첩방송 시간에 '황우석 2탄' 대신자연다큐멘터리로 대체 방송. MBC사장 주재 임원회의에서 PD수첩 잠정 중단 결정.
- 2005년 12월 5일 - BRIC의 소리마당 게시판[2]에 “쇼는 계속되어야 한다...”는 제목으로 황우석 교수의 논문의 줄기세포 사진에서 두 쌍의 중복을 지적하는 내용의 글이 올라옴. 그리고 DC인사이드 과학갤러리 사이트에 2005년 사이언스 논문의 보충자료에 수록된 44장의 줄기세포 사진 중 5쌍이 동일한 사진이라는 의혹이 강하게 제기돼 급속 확산.
- 2005년 12월 6일 - BRIC, SCIENG 등의 사이트에서 새로운 의혹 등장. 2005년 사이언스 논문의 DNA지문분석 결과가 실제 실험에서는 발생하기 어려울 정도의 정확도로 DNA핑거프린트가 일치한다는 지적. 일반적인 오차를 무시한 이같은 일치는 어떤 방식으로든 실험 데이터에 인위적인 조작이 있었을 것이라는 강한 의혹이 제기됨.
- 2005년 12월 6일 - 황우석, 논문정리과정에서 실수이며 수정 요청 사실 언급.
- 2005년 12월 6일 - 사이언스, 초기 리뷰용 논문에는 사진이 달랐으며 인쇄용 논문에서 오류가 있었음을 언급.
- 2005년 12월 6일 - 프레시안, PD수첩 2번 줄기세포 DNA분석결과 줄기세포와 환자DNA 불일치 보도.
- 2005년 12월 7일 - 황 교수 수면장애와 과로, 스트레스로 인한 탈진으로 서울대병원에 입원.
- 2005년 12월 8일 - 서울대 생명과학 분야 소장파 교수 30여 명, 서울대 정운찬 총장에게논문 진실성 의혹에 대한 진상조사 촉구 건의문 전달.
- 2005년 12월 9일 - 피츠버그대 새튼의 모든 연구자료 수거, 조사
  - 피츠버그대측은 조사를 위해 섀튼 교수의 연구실과 관련이 없는 연구원들로 특별조사단을 구성했고, 연구실에서 모든 관련 자료와 데이터를 수거했으며 필요할 경우 황 교수측에도 자료를 요청할 계획이다. (한국일보 2005-12-09)
- 2005년 12월 9일 - 사이언스,그간의 황 교수 지지 입장에서 선회해 황 교수와 섀튼 박사에게 논란이 되는 연구 결과를 재검토, 답변해 줄 것을 요구. 사이언스는 나아가 황교수가 언론의 각종 의문제기에 직접 답변하거나 제3자의 검증을 받을 것을 간접 촉구하고, 사이언스 역시 제3자의 검증을 기대한다는 입장 밝힘.
- 2005년 12월 10일 - 세 번째 의혹 나타남. 일본의 한 사이트에서 2005년 논문 중에서 3쌍의 줄기세포 사진이 중복된 것을 발견하고 이를 네티즌 연구자들이 BRIC에도 퍼와 급속히 확산됨.
- 2005년 12월 10일 - 프레시안은 김선종 연구원이 MBC PD수첩에 했던 증언의 녹취록을 공개함.
  - 이 녹취록에 따르면 김선종 연구원은 "사진을 많이 만들어라. 한 10장 정도 만들자"는 황 교수의 지시에 따라 이 2, 3번 두개의 줄기세포 사진을 가지고 "사진을 불렸다"고 말함. 또 황 교수가 이런 지시를 할 때 그 자리에는 강성근 교수만이 있었다고 증언.
  - YTN, 오후 3시에 피츠버그대에 있는 한국인 교수가 YTN기자에게 e-메일을 보내 김선종 연구원이 자사와의 미국 현지 인터뷰에서 황 교수의 지시나 요청으로 줄기세포 사진 2장을 11장으로 늘린 사실을 숨겼다고 주장했다고 보도했다가 삭제.
- 2005년 12월 11일 - 황 교수팀,"DNA 재검사는 없다"는 기존 입장 접고 서울대에 재검증요청. 서울대 정운찬 총장 주재로 긴급 간부회의 열어 재검증 실시 전격 결정.
- 2005년 12월 12일 - 황 교수 임시퇴원, 칩거생활 18일 만에 서울대 수의대 연구실 출근.
  - 홍성 농장서 무균돼지에 체세포 복제 수정란 이식 직접 실험. 서울대 기자회견갖고 재검증 조사위원회 구성 착수, 곧 가동. 노정혜 서울대 연구처장 사진 중복-DNA지문분석 결과 의혹부터 먼저 조사계획 발표.
- 2005년 12월 13일 - 새튼(Schatten) 피츠버그대 교수, 논문에서 자신의 이름을 빼줄 것을 사이언스에 요구.
  - 황 박사를 비롯한 다른 모든 공동저자에게 논문을 철회할 것을 권고.
- 2005년 12월 13일 - 이슈: 황우석 패러디 게임 동영상 화제 - 화려한 동영상에 감탄… 내용보고 현실과 같아 또 놀라 기사보기 보관됨 2018-10-27 - 웨이백 머신
- 2005년 12월 14일 - 사이언스 ‘黃교수 옹호’ 철회. “황교수의 연구결과가 조작됐다고 볼 근거가 없다”고 밝혀왔던 부분을 삭제했다는 성명을 발표.
  - “황교수의 논문에 대해 현재 제기되고 있는 ‘근거없는 의혹’들이 사실일지도 모르기 때문” 이라고 설명.
- 2005년 12월 15일 - 서울대, 줄기세포 재검증 조사위원 10명 최종 확정
  - “이번 조사위원회는 총장, 부총장 및 대학본부 산하의 위원회와 달리 독립된 특별위원회 형태로 운영될 것”이라며 “이번 조사위 구성을 사안의 중대성을 감안해 학칙 규정에 없는 별도의 임시 특별위원회 형식을 취했다”고 밝힘.
- 2005년 12월 15일 - 노성일 미즈메디 병원 이사장, 한겨레 등과의 인터뷰 통해 “황교수로부터 환자맞춤형 줄기세포는 없다는 이야기를 들었다”고 폭로. 11개 배아줄기세포 중 9개는 가짜이며 나머지 2개의 진위여부도 불확실하다고 주장. 2005년 사이언스 논문 철회키로 황 교수와 합의했다고 덧붙임.
  - 사이언스, 15일 오전까지 황 교수 쪽의 논문철회 요청이 없었다며 줄기세포가 없다는 언론보도에 대해 해명 요구.
- 2005년 12월 15일 - MBC 긴급 편성, ‘PD수첩은 왜 재검증을 요구했는가’ 방영. 취재윤리 문제로 불방됐던 방송분 부활. 줄기세포 조작 의혹 방송. 황 교수팀이 PD수첩에 5개의 시료를 넘겼는데 2번 줄기세포주가 환자의 체세포와 일치하지 않는 등의 내용이 방송.
- 2005년 12월 16일 - 황우석 교수는 기자회견을 열고 11개 배아줄기세포를 만들었으나 대부분 오염돼 죽어 줄기세포를 확인할 수 없다고 주장. 사이언스 논문 제출당시 두개의 줄기세포를 가지고 열한개 데이터로 만들었으며 추후에 줄기세포를 수립했다고 밝힘으로써 논문조작을 간접시인. 그러나 원천기술은 분명히 있으며 줄기세포가 없다는 의혹을 강하게 부인. 줄기세포가 바뀌었다며 사법당국의 수사 촉구. 사이언스에 논문 철회 요청했다고 밝힘.
  - 이어진 노성일 이사장의 기자회견에서는 황 교수의 해명과 주장이 허위라고 다시 반박. 또 황 교수와 노 이사장의 엇갈린 의견. 새로 만든 3개의 줄기세포주와 관련, 황 교수는 이의 배양을 위해 미즈메디에 넘겼는데 수정란 줄기세포로 나오는 것에 대해 검찰의 수사를 촉구. 반면 노 이사장은 황 교수로부터 받은 줄기세포가 왜 자신의 병원 것으로 나오는지 의아해 함. 즉 황 교수는 누군가 줄기세포를 바꿔치기 했다고 주장하는 반면 노 이사장은 황 교수가 자신들의 수정란 줄기세포를 가져다 체세포 줄기세포라고 속이고 있다고 반박.
- 2005년 12월 17일 - 김선종 연구원 16일(현지시간) 미국 피츠버그에서 자신 입장 밝혀. "세포 바꿔치기 안했으며 논문 조작 황 교수 지시가 맞다"고 시인.
- 2005년 12월 18일 - 서울대학교 진상조사위원회 서울대학교 수의학과 실험실 폐쇄
  - 서울대 조사위, 황 교수 직접 조사 시작. 황 교수팀의 윤현수 교수 "줄기세포 바꿔치기는 불가능"하다고 주장.
- 2005년 12월 19일 - ACT사의 로버트 랜저 박사 일본 요미우리 신문 인터뷰에서 스너피에 대한 의혹 제기
- 2005년 12월 20일 - 노성일 미즈메디 병원 이사장 기자회견 열어 지난해와 올해에 걸쳐 황 교수팀에 난자 1천200여개 제공했다고 주장. 네이처는 복제개 스너피에 대한 검증 작업 시작한다고 선언.
- 2005년 12월 21일 - 한국과학기술인연합(SCIENG), 성명 통해 이번 사태를 `과학적 사기'로 규정하고 "정부 등은 황 교수와 논문 공동 저자들에게 합당한 처벌을 내려야 한다"고 주장. 문신용 교수 서울대 조사위에 2004년도 사이언스 논문에 대한 재검증 공식 요청.
- 2005년 12월 22일 - 황우석 교수의 변호인 한백합동법률사무소 문형식 변호사는 황우석 교수의 줄기세포가 바꿔치기 되었다면서 미국에 머무르는 김선종 연구원을 유력한 용의자로 지목하고 검찰에 수사요청서를 제출.
- 2005년 12월 22일 - 사이언스, 황우석 교수팀의 줄기세포 연구논문이 당초 `올해의 10대 과학뉴스' 후보에 올랐으나 마지막에 이를 제외했다고 밝힘
  - 로버트 쿤츠 사이언스지 편집부국장, “황교수 논문에 대한 조작 의혹이 제기된 후 이를 10대 뉴스에 포함시킬지 여부에 대한 `많은 논의'가 있었다”
  - 황 교수의 2004년 논문에 대해서도 조사 착수하겠다는 입장 공식 발표.
- 2005년 12월 23일 - 서울대 조사위원회, 2005년 사이언스 논문이 고의로 조작됐다는 중간 조사 결과를 발표. "줄기 세포 없다". 검찰 수사 의뢰.
  - 원천기술은 ‘젓가락 기술’에 의한 배반포 단계까지만 인정, 황 교수의 2005년 사이언스 논문에는 환자 맞춤형 체세포 복제 배아줄기세포가 없었고 따라서 논문도 조작됐다는 쪽으로 결론
- 2005년 12월 23일 - 황우석 교수, 서울대 교수직 사퇴 결정
  - 서울대 관계자, “황우석 교수는 현재 조사위원회로부터 조사를 받고 있는 신분이기 때문에 사표를 제출하더라도 수리되지 않을 것”이라고 밝힘.
- 2005년 12월 24일 - 12월 5일 이후 BRIC에 올라온 황우석 의혹 관련 글을 과기부에서 삭제지시한 것이 밝혀짐.
- 2005년 12월 24일 - 줄기세포 진위 논란의 핵심인물인 미국 피츠버그대 김선종 연구원 입국
  - 줄기세포를 직접 추출하고 배양한데다 2005년 논문에 실린 사진을 직접 찍은 장본인으로 줄기세포 존재 여부는 물론 사이언스 논문 조작 과정에 대한 진실을 알고 있는 핵심 인물로 꼽히고 있으며 또한 황우석 교수측에 의해 맞춤형 줄기세포를 미즈메디 병원의 수정란 줄기세포로 바꿔치기한 것으로 지목받고 있다.
- 2005년 12월 26일 - “`젓가락 기술' 황우석 교수팀의 원천기술이 아니었다.”는 주장이 제기됨 *[3]
  - 황우석 교수팀의 원천기술로 꼽히는 이른바 `젓가락 기술(짜내기 기술·Squeezing Method)'이 이미 10여 년 전 외국에서 발표된 기술이라는 주장이 제기됐다. 디시인사이드 과학갤러리 이용자 `진실은 아파'에 따르면 일본 긴키(近畿)대 쓰노다 유키오(角田幸雄) 교수가 1991년 일본 번식기술회보에 낸 논문에서 처음 발표한 기술이라는 것. 이 논문에 따르면 `유리침으로 극체 부위 투명대 일부를 절개하고 난자를 고정용 피펫으로 고정한 채 유리침으로 난자를 압축해 극체 주변의 세포질을 10∼30% 압출했다'고 돼 있는데 이는 황 교수팀의 `짜내기 기술'과 동일하다고 이 네티즌은 밝혔다. 또 “쓰노다 교수는 92년 일본 축산회보에 낸 논문에서도 이 기술을 사용했고 한국에서도 1990년대 초 고려대에서 이 방법을 활용해 논문을 낸 적이 있고 황 교수팀에서도 사용하기 시작했던 것으로 안다”며 “이미 수년 전에 논문으로 발표된 기술을 자기 고유의 것인 양 운운하는 것은 창피하다”고 주장했다.
- 2005년 12월 27일 - 조선일보, “안규리·윤현수교수, YTN과 訪美때 김선종연구원에 3만불 줬다” 보도
  - 이에 대해 윤 교수는 “병원에 입원해있던 김 연구원에게 한국에 있는 연구팀을 대신해 치료비 목적으로 2만달러를 전달했으며 안 교수도 추후에 1만달러를 준 것으로 안다”고 시인한 것으로 알려졌다.
  - 서울대 교수협 회장, 황우석 교수 구속 촉구 “그런 거짓증언을 회유하기 위한 금전 제공까지 도모했다는 것은 더 이상 무슨 논문 조작만으로도 영원히 파면 조치하고 학계에서 퇴출시켜야 하는데 그런 상황까지 있다는 것은 민·형사상으로 강구해야 하는 상황이라는 생각이 드는데요”
  - 돈을 건네 준 사람이 황우석 교수나 연구원이 아닌 국정원 직원이라는 사실이 확인됨
- 2005년 12월 28일 - 복제개 “스너피”,황교수팀이 의뢰한 유전자 감정기관인 “휴먼패스”를 통해 복제개임이 확인되었다고 밝힘
  - 논문조작 사건의 파문으로 2005년 8월 복제에 성공한 “스너피” 또한 의혹이 제기되었다.
  - 황우석 교수팀은 유전자 감정 전문기관인 휴먼패스에 의뢰해 복제개 “스너피”의 유전자를 분석한 결과 체세포를 제공한 타이와 세포핵 DNA는 같고 미토콘드리아 DNA는 다른 것으로 확인됐다고 28일 밝혔다.
- 2005년 12월 28일 - 윤현수 한양대교수, '바꿔치기' 황 교수팀 자작극 가능성 제기
  - 윤 교수는 지난 27일 <프레시안>과의 단독인터뷰에서 이같이 밝히고 “'분명히 환자 맞춤형 줄기세포를 본인이 배양했다'는 김선종 연구원의 주장이 거짓이 아니라면 김 연구원 모르게 황 교수팀의 누군가가 미즈메디 병원의 줄기세포로 바꿔치기해 놓았을 가능성도 배제할 수 없다"고 말했다. 한마디로 황 교수팀의 자작극일 가능성이 높다는 얘기다.
- 2005년 12월 29일 - “결국 줄기세포는 없었다” 서울대 잠정결론
  - 서울대 조사위원회의 검증결과 황우석(黃禹錫) 교수팀이 냉동 보관한 뒤 해동(解凍)했다는 5개의 줄기세포 DNA와 핵을 제공한 환자체세포의 DNA가 모두 일치하지 않는 것으로 알려졌다. 또 2005년 사이언스 논문을 조작하는 과정에서 11개로 불린 2개의 줄기세포도 모두 환자맞춤형 줄기세포가 아닌 것으로 판명됐다. 이에 따라 남은 관심은 황 교수팀은 과연 환자맞춤형 줄기세포의 ‘원천 기술’은 보유했느냐는 데 쏠리고 있으나 이를 두고 조사위 내부에서 의견이 엇갈리는 것으로 전해졌다.
- 2005년 12월 30일 - 2004년 줄기세포도 환자DNA와 불일치
  - KBS는 서울대 조사위원회 관계자의 말을 인용, “조사위가 황 교수가 갖고 있던 1번 줄기세포와 특허출원시 한국세포주은행에 보관한 줄기세포, 문신용 서울대 교수가 보관 중이던 줄기세포의 DNA를 분석한 결과 논문에 실린 줄기세포의 DNA 지문과 다르게 나타났다”고 보도했다. 또한 “이들 3개 세포는 모두 같은 지문이 있는 것으로 드러났지만 체세포를 공여한 환자의 DNA와는 다르게 나타났다”며 “체세포 공여 환자의 DNA가 바뀌지 않았다면 황 교수의 원천기술 주장은 거짓이 될 가능성이 크다”고 전했다.
- 2005년 12월 30일 - “스너피” 난자제공견 종적 묘연, 서울대 조사위 “스너피” 복제개 단정할 수 없다
  - 복제 입증할 난자 제공견이 없는 상태에서, 황교수팀의 의뢰를 통해 유전자 검사업체 “휴먼패스”에서 이뤄진 DNA 분석에 대해 의문점이 제기됨
  - 스너피를 복제하는 데 사용된 난자 제공견의 DNA 검사 결과를 비교하지 않고서는 복제개로 단정할 수 없다는 지적. 아프간하운드처럼 혈통이 우수한 종의 경우 근친교배가 많아 DNA 지문이 일치할 수도 있기 때문이다.
  - 문제는 황교수팀이 복제개 스너피 탄생을 위해 이용한 난자 제공견들의 종적을 현재 한마리도 찾기가 쉽지 않다는 점. 황 교수팀은 이에 대한 기록을 전혀 갖고 있지 않은 것으로 알려지고 있기 때문. 이에 따라 일각의 주장처럼 스너피 연구에 사용된 난자가 개 시장에서 구입됐거나 난자 제공견이 이미 죽었을 경우 영롱이와 같이 스너피의 검증 자체가 자칫 재검증 작업 자체가 어렵게 될 수도 있다는 우려가 나오고 있다.
- 2005년 12월 30일 - 검찰，‘황우석파문’ 사실상 내사 착수
  - 황우석 교수 사건과 관련한 검찰의 수사가 초읽기에 들어갔다. 검찰은 언론 보도 내용 등 관련 자료를 검토하는 등 사실상 내사단계에 착수했다. 검찰의 수사범위는 황 교수가 제기한 줄기세포 바꿔치기 주장 외에도 이번 사건과 관련된 의혹 전반에 걸쳐 있다.

### 2006년
- 2006년 1월 3일 - 문신용 교수는 전경련회관에서 열린 중고교 교사 대상 강연에서 '줄기세포 연구의 현황 및 전망'을 주제로 강연하면서, 논문 조작 파문은 환자 맞춤형 줄기세포의 제조가 불가능함을 입증하는 것이라고 밝혔다. 또한 최근의 음모론 논란에 대해서 일종의 인질 효과일 뿐이라고 일축했다.
- 2006년 1월 3일 - MBC는 예정대로 PD수첩 3탄 《줄기세포 신화의 진실》을 방송했다.
- 2006년 1월 4일 - 사이언스는 2005년도 황우석 교수의 맞춤형 줄기 세포 논문에 대해서 25명의 공동저자 모두에게서 철회 요청을 받았으며, 다음주쯤 논문을 철회하겠다고 밝혔다.
- 2006년 1월 6일 - 검찰이 서울대 황우석(54) 교수의 논문 조작 및 줄기세포 바꿔치기 의혹 등과 관련, 황 교수를 비롯해 연구팀 핵심 관계자 11명에 대한 출국금지를 법무부에 요청한 것으로 6일 확인됐다.
  - 출국이 금지된 사람은 황 교수와 이병천(41).강성근(36) 서울대 수의대 교수, 안규리(51) 서울대 의대 교수, 노성일(54) 미즈메디 병원 이사장, 김선종(35) 미국 피츠버그대 의대 연구원, 권대기(29) 줄기세포팀장 등이다. 2005년 논문 공동저자 중 한 사람인 문신용(58) 서울대 의대 교수는 출국금지 대상에 포함되지 않았다.
- 2006년 1월 10일 - 서울대학교 조사위원회는 황우석 교수의 2004년 논문 역시 2005년 논문처럼 의도적으로 조작되었으며, 원천기술 역시 독창성을 인정하기 어렵다고 공식 발표했다. 그러나 할구분할 의혹이 제기되었던 스너피는 정밀 조사 결과 체세포 복제가 맞다고 공식 확인했다.
- 2006년 1월 12일 - 황우석 교수는 한국프레스센터에서 기자회견을 열고 논문 조작, 연구원의 난자제공 및 금전제공에 대해서 모두 사과했다. 그러나 줄기세포가 바꿔치기 되었다는 주장은 굽히지 않았다.
- 2006년 1월 12일 - 사이언스, 황우석 교수의 2개 논문(2004년,2005년 논문) 공식 철회
  - 사이언스지는 이날 워싱턴 특파원들에게 이 메일 성명을 보내 황우석 교수의 2004년 논문과 2005년 논문을 조건없이 철회한다고 밝혔다. 사이언스지는 서울대학교가 황 교수의 논문 두개가 모두 조작됐다고 밝혔기 때문에 편집진은 즉각적이고 조건없이 철회해야한다고 생각했으며 이같은 공식 철회 사실을 세계 과학계에 알린다고 말했다.

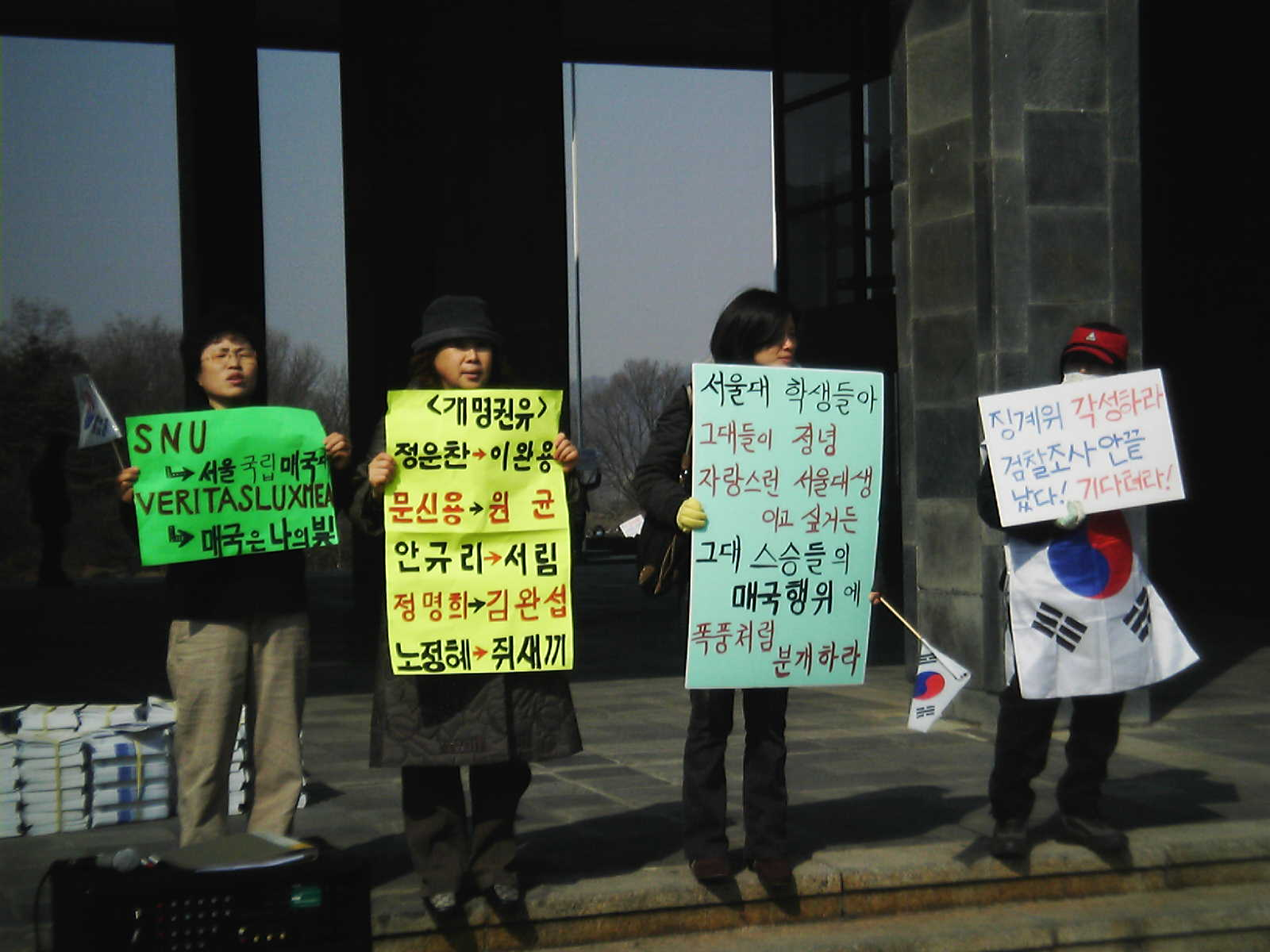
2006년 2월 20일 서울대학교에서의 시위. 이는 한달 넘게 계속되어 왔으며, 2월 23일 노정혜 연구처장 폭행으로 이어졌다.

- 2006년 2월 23일 - 노정혜 서울대학교 연구처장이 서울대학교 대학본부에서 황우석 교수 지지자들에게 팔목을 비틀리고 머리채를 잡히는 등 폭행을 당했다.
- 2006년 3월 6일 - 황교수, 줄기세포 ‘시료조작’ 지시 시인
  - ‘줄기세포 조작’사건을 수사 중인 서울중앙지검 특별수사팀은 6일 황우석 교수가 2005년 사이언스 논문과 관련한 시료 조작을 지시했다는 자백을 받고 보강조사를 벌이고 있다고 밝혔다. 검찰 관계자는 "황 교수가 2005년 논문의 줄기세포 4∼11번(NT-4∼11)과 관련한 DNA지문분석용 시료를 조작하도록 권대기 연구원에 지시한 사실을 인정하고 있다"고 말했다. 권대기 연구원은 서울대 조사위원회에서 황 교수의 지시로 NT-4∼11번에 해당하는 체세포를 각각 둘로 나눠 시료를 만든 뒤 이중 하나는 체세포 시료이고 다른 하나는 실제 만들어진 환자맞춤형 줄기세포인 것으로 꾸몄다고 진술한 바 있다.
- 2006년 3월 20일 - 서울대학교는 징계위원회(위원장 이호인 응용화학부 교수)를 열고 황우석 교수를 파면하기로 최종 결정했다. 파면은 향후 5년간 공직 재임용이 금지되며 퇴직금도 50% 삭감되는 등 공무원 징계 중 가장 수위가 높다. 논문 조작과 관련된 교수들의 징계내용은 다음과 같다.
  - 의대 문신용 교수, 수의대 강성근 교수: 각 정직 3개월
  - 수의대 이병천 교수, 의대 안규리 교수: 각 정직 2개월
  - 농생대 이창규 교수, 의대 백선하 교수: 각 정직 1개월

- 2006년 4월 5일 - 서울대학교조사위원회는 황우석 교수팀의 체세포 줄기세포가 처녀생식이 아니라고 정정 발표. 하지만 사이언스지에서는 이미 같은 해 1월 12일에 황우석 교수팀의 논문이 취소되었음을 선언.

## 수사와 재판
- 2006년 5월 검찰, 사기.횡령 등 혐의로 황 박사 등 6명 불구속 기소. 사이언스지에 조작된 줄기세포 논문을 발표한 이후 환자맞춤형 줄기세포 실용화 가능성을 과장해 농협과 SK로부터 약20억원 가량의 연구비를 받아내고 정부지원 연구비 등을 빼돌린 혐의(특정경제범죄가중처벌법상 사기, 업무상 횡령)와 난자 불법매매 혐의(생명윤리법 위반)로 불구속 기소됨
- 2006년 6월 = 1차 공판

### 2009년
- 2009년 8월 24일 - 결심공판. 서울중앙지방법원 형사합의26부(배기열 부장판사) 심리로 열린 결심공판에서 검찰은 "한 연구자의 올바르지 못한 연구태도와 과욕에 의해 실험 자료와 논문을 조작한 것이 이번 사건의 진상"이라며 "그 결과 국내 과학계와 국가의 이미지를 실추시키고 국민들을 크게 실망시켰다"며 징역 4년을 구형했다. 황우석은 최후진술을 통해 "기회를 주신다면 이탈했던 과학자로서의 본분을 바로 세워 남은 열정으로 꿈을 실현하기 위해 노력할 것"이라고 말했다. 황박사와 함께 기소된 이병천 서울대 교수와 강성근 전 서울대 교수는 각 징역 1년6월, 윤현수 한양대 교수는 징역 1년, 김선종 전 연구원은 징역 3년, 장상식 한나산부인과 원장은 징역 10개월에 집행유예 2년을 선고했다.[4]
- 2009년 10월 12일 국회의원 33명이 황우석 박사의 줄기세포 재판 1심 선고를 앞두고 선처를 요망하는 탄원서를 법원에 제출했다.[5] 또한 불교, 기독교인들이 황우석의 줄기세포 연구재개를 위해 탄원서를 제출하기도 했다.[6]
- 2009년 10월 26일 = 선고. 서울중앙지방법원 형사합의26부(부장판사 배기열)는 황우석 박사 등에 대한 선고공판에서 징역 2년, 집행유예 3년을 선고했다. 사이언스지에 조작된 줄기세포 연구 논문을 발표한 혐의에 대해 "2004년 논문 중 DNA와 테레토마사진이 조작된 사실과 2005년 논문 중 줄기세포 도표가 조작된 사실이 인정된다"고 "유죄" 판결했다. 정부 지원금 횡령 혐의와 난자를 불법 매매한 혐의에 대해 "유죄" 판결했다. 환자맞춤형 줄기세포의 실용화 가능성을 과장해 민간기업으로부터 연구비를 받아낸 혐의에 대해서는 "무죄"라고 판결했다. 연구성과를 과장한 혐의에 대해서도 "무죄"를 선고했다.[7]

### 2011년
- 2011년 11월 3일 :서울고법 행정7부(곽종훈 부장판사)는 3일 황우석 박사가 파면이 부당하다며 서울대학교 총장을 상대로 낸 파면처분 취소청구 소송에서 "파면은 비례원칙을 위반했거나 재량권을 벗어났다"며 1심을 깨고 원고승소로 판결했다.[8]

### 2014년
- 2014년 2월: 대법원 1부(주심 고영한 대법관)는 "(파면 처분이) 징계권자에게 맡긴 재량권을 일탈했거나 남용한 것이라고 볼 수 없다”며 원심을 파기 환송하였다.[9]
- 2014년 8월: 서울고등법원은 대법원 취지에 따라 서울대의 파면 결정에 문제가 없다며 원고 패소 판결을 내렸다.[9]

### 2015년
- 2015년 12월 23일: 대법원 3부(주심 권순일 대법관)는 서울대학교가 황우석을 파면한 것은 정당하다고 판결한 원심을 확정하였다.[9]

## 평가
연구윤리를 강화하면서 과학 발전을 도모함으로써 이 사건이 남긴 깊은 상처를 치료해야 한다.

### 긍정적 평가
환자와 가족의 고통을 생각하면 안타깝기 그지없지만, 체세포 배아줄기세포의 무한한 가능성에 대한 이론적 기대와 난치병 치유 등 구체적 희망 사이에 분명한 선을 그어야 함을 일깨우는 재판이다. 법원의 판결은 학자로서의 연구 윤리와 생명 윤리의 소중함을 일깨웠고 '과학의 생명은 진실성에 있다'는 보편 타당한 진리에 손을 들어주었다는데 의미가 크다.

### 부정적 평가
그러나 아직 확정되지 않은 사건이라는 점에서 부정적으로 보는 견해들도 있고, 동정하는 견해도 있다. 황 박사가 판결을 겸허히 수용하고 그에게 재기할 기회를 주는 것으로 이 사건은 마무리되는 것이 바람직하다는 의견도 있다. 그의 모든 논문이 진실에 바탕하지 않고, 거짓으로 작성되었다는 것은 학자로서 기본적인 양식을 지키지 않았다는 의견이 다수이다.

## 언론사의 태도
황우석에 대한 여론이 호의적이었을 때, PD수첩이 황우석에 대해 비판했다, 이에 조선일보, 중앙일보, 동아일보 등의 언론사는 황우석을 옹호하고 참여정부와 PD수첩을 강하게 비판했다. 하지만 황우석에 대한 비난 여론이 거세지자, 태도를 돌변해 황우석 교수와 참여정부를 맹비난하는 방향으로 틀었다. 이에 대한 비판도 있다.

## 참고 자료
- 황우석 박사 '논문조작 사건' 공판 쟁점
- 강양구. '제보자' 윤민철 PD는 사실 외롭지 않았다. 프레시안. 2014년 9월 29일.
 강양구. 샌프란시스코에서 날아온 혈서, "개양구, 너는…". 프레시안. 2014년 9월 30일.
 강양구. "고래 싸움이 끝나고, 새우 혼자서 칼을 들었다". 프레시안. 2014년 10월 1일.
 강양구. 황우석, 대통령, 회장님 다함께 "과학기술 독립 만세!". 프레시안. 2014년 10월 2일.

## 같이 보기
- PD수첩의 황우석 사건 보도
- 노성일
- 제보자 (영화)
- 일리야 이바노프 (생물학자)#과학자로서의 삶